# Людвіг Борхардт
Лю́двиг Бо́рхардт (нім. Ludwig Borchardt; 5 жовтня 1863, Берлін — 12 серпня 1938, Париж) — німецький єгиптолог, відомий як людина, що відкрила світу Нефертіті.

## Біографія
Людвіг Борхардт вивчав архітектуру і єгиптологію під керівництвом Адольфа Ермана. Після роботи у сфері дорожнього будівництва він відгукнувся на пропозицію Ермана взяти участь в порятунку історичних цінностей з храму острова Філи, який підпадав під затоплення при будівництві першої Асуанської греблі. Борхардту було доручено вивчення фундаменту храмового комплексу і написів в самому храмі.
По закінченню роботи на острові Філи Борхардт брав участь у складанні Головного каталогу експонатів Єгипетського музею у Каїрі. Перша наукова праця Борхардта, що вийшла в 1905 році, являла собою каталог статуй і статуеток царів і простолюдинів. В подальшому, як член Єгипетського комітету, він опублікував «Нариси про німецькі та інші іноземні розкопки у Єгипті», що підвели підсумки десяти років розкопок археологічних пам'ятників.
Як експерт Борхардт допомагав німецьким музеям і приватним колекціонерам поповнювати свої зібрання та посприяв створенню німецького «Папірускартелю» (нім. Papyruskartell) — комісії, яка б контролювала бібліотечні та приватні колекції єгипетських раритетів у Німеччині. Будинок Борхардта на острові Замалек поблизу Каїра з часом перетворився в науковий центр, де зустрічались дослідники та науковці. У 1907 році в його будинку розпочав роботу Німецький інститут єгипетських цінностей.
У 1903 році Борхардт одружився з дочкою банкіра Едуарда Коена, забезпечивши тим самим собі фінансовий статок. Він зміг дедалі більше часу присвячувати єгиптології та проводити розкопки на власні кошти.
Незабаром він розпочинає будівництво «Німецького будинку» у Фівах, фінансування якого здійснила влада Німеччини. «Німецький будинок» став німецьким культурним центром у Єгипті. Тим паче відносини Борхардта з колегами у Єгипті зіпсувались через конфлікт з Гастоном Масперо, головним інспектором єгипетських старожитностей: Борхардта відсторонили від польових робіт, а пізніше звинуватили у шпигунстві. Відновити розкопки він спромігся лише у 1911 році.

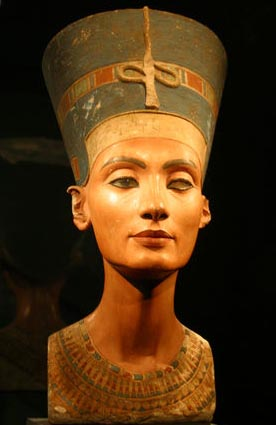
Бюст Нефертіті, одна з самих відомих знахідок Людвіга Борхардта

При сприянні Німецького південного товариства (нім. Deutsche Orient-Gesellschaft) Борхардт розпочав розкопки в Ель-Амарні, на місці розташування давнього міста Ахетатон, столиці Стародавнього Єгипту при Ехнатоні. Загалом було організовано чотири дослідницьких сезони. 6 грудня 1912 року під час проведення цих розкопок була винайдена майстерня скульптора Тутмоса, в якій поряд з скульптурним портретом головної дружини Ехнатона Нефертіті, знайшли ще близько п'яти десятків скульптур з зображенням самого Ехнатона, його наближення, також вапняні моделі, на основі яких потім створювали кам'яні пам'ятники. У 1913 році бюст Нефертіті, навмисно спотворений накладанням вапна, був визнаний єгипетською владою малоцінним та вивезений у Німеччину.
З початком Першої світової війни Борхардт був вимушений поїхати з Єгипту. У 1915 році Німецький інститут єгипетських старожитностей у Каїрі було зачинено, і лише у 1923 році Борхардт отримав право його відновити. У 1927 році його зусиллями знову відчинився культурний центр у Фівах, але на відміну від довоєнного часу масштаб розкопок, що дозволили проводити Борхардту, був дуже обмежений. У віці 65 років він залишив посаду директора Інституту єгипетських старожитностей. Ще через рік Інститут став філіалом Німецького археологічного інституту.
У 1931 році Борхардт став засновником приватного дослідницького інституту, фінансування якого здійснювалось на кошти дружини. По завершенню Другої світової війни цей заклад отримає назву Швейцарського інституту архітектури і археології Стародавнього Єгипту. Після приходу до влади у Німеччині націонал-соціалістів Борхардт через єврейське походження своєї дружини опинився в немилості — доступ до «Німецького будинку» в Фівах було закрито. Наукові і особисті контакти з колегами в Німеччині також були розірвані.
Невідомо, коли і як він повернувся з Єгипту. Помер він 12 серпня 1938 року в Парижі (за деякими джерелами у Цюриху).